# A. James Hudspeth

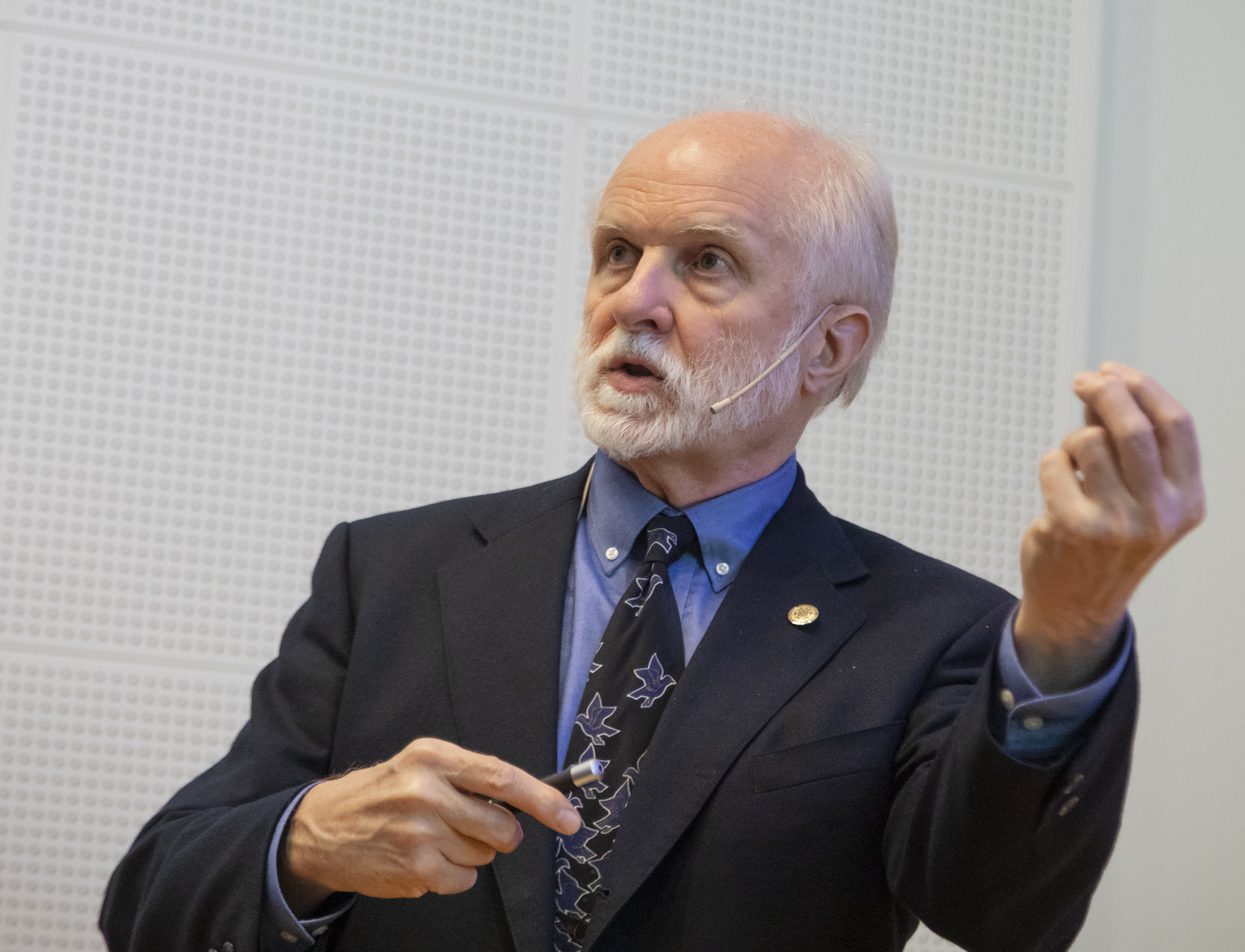
A. James Hudspeth

Albert James Hudspeth (* 1945) ist ein US-amerikanischer Neurophysiologe an der Rockefeller University in New York City.

## Leben
Hudspeth wuchs in der Nähe von Houston, Texas, auf. Er erwarb 1967 einen Bachelor in Biochemie am Harvard College in Boston, Massachusetts, 1968 einen Master und 1973 einen Ph.D. an der Abteilung für Medizinische Wissenschaften an der Harvard Graduate School of Arts and Sciences. Der Titel seiner Dissertationsarbeit lautete Intercellular Junctions in Epithelia. 1974 machte er einen M.D. an der Harvard Medical School. Hierbei arbeitete er bei den späteren Nobelpreisträgern Torsten Wiesel und David Hubel. Als Postdoktorand ging Hudspeth an das Karolinska-Institut in der Nähe von Stockholm, Schweden. 1983 wechselte er an die University of California, San Francisco und 1989 als Professor für Neurowissenschaften an das University of Texas Medical Center in Dallas, Texas, bevor er 1995 als Professor für Sensory Science (etwa Sensorik-Wissenschaften) an die Rockefeller University in New York City wechselte. Hudspeth forscht zusätzlich für das Howard Hughes Medical Institute (HHMI) in New York City.

## Wirken
Hudspeth gilt als führend in der Erforschung der mechano-elektrischen Transduktion. Mit außergewöhnlich eleganten und originellen Experimenten konnte er die elektrophysiologische Antwort der Haarzelle im Innenohr auf mechanische Reize beschreiben und die mechano-elektrische Kopplung der Ionenkanäle messen, die dieser Antwort zugrunde liegen.
Jüngere Arbeiten befassen sich mit Genen, die für Funktionsproteine der Haarzelle kodieren, wobei der Zebrafisch als Modellorganismus dient.

## Auszeichnungen (Auswahl)
- 1976 Alfred P. Sloan Research Fellowship
- 1985 W. Alden Spencer Award
- 1991 Mitgliedschaft in der National Academy of Sciences
- 1997 Rosenstiel Award[2]
- 2000 Hugh Knowles Prize der Northwestern University[3]
- 2002 Mitgliedschaft in der American Academy of Arts and Sciences[4]
- 2003 Ralph-W.-Gerard-Preis
- 2015 Mitgliedschaft in der American Philosophical Society
- 2018 Kavli-Preis für Neurowissenschaften
- 2019 Passano Award
- 2020 Louisa-Gross-Horwitz-Preis